# Ислас-Десвентурадас
Ислас-Десвентурадас (исп. Islas Desventuradas) — цепь из четырех небольших островов, расположенных в 850 км от побережья Чили, к северо-западу от столицы страны Сантьяго в Тихом океане.

## История
6 ноября 1574 года острова были открыты испанским мореплавателем Хуаном Фернандесом во время его плавания из Кальяо в Вальпараисо. В 1579 году Педро Сармьенто де Гамбоа написал, что эти острова были названы испанцами в честь Святого Феликса и Святого Амбора (Набор и Феликс). Однако, со временем испанцы стали думать, что один из островов назван не в честь мученика Амбора (Набора), а в честь более известного епископа, святого Амвросия. В 1686 году капитан Джон Дэвис провёл одну ночь на этих островах, затем он смог продолжить своё путешествие. Остров Сан-Феликс сыграл свою роль в Фолклендской войне. В мае 1982 года чилийское правительство позволило британским самолётам Hawker Siddeley Nimrod осуществлять вылеты с этого острова с целью проведения морской разведки и сборе информации о передвижении аргентинского флота.
Из-за отдалённости этих островов от материка, на них нет населённых пунктов. Подразделение чилийских Военно-морских сил дислоцируется на острове Сан-Феликс, где также расположена взлетно-посадочная полоса (2000 метров). Код ИКАО для аэродрома: SCFX.

## Природа
Из растительности на островах есть кустарники, деревья и многолетние травы. На островах нет постоянного источника пресной воды. Из позвоночных животных на Десвентурадас обитают только птицы.

## Острова
С востока на запад:
| Сан-Амбросио               | 3.1  | 479 | 26°20′37″ ю. ш. 79°53′28″ з. д. |
| Группа островов Сан-Феликс |      |     |                                 |
| Остров Гонсалес            | 0.25 | 173 | 26°18′36″ ю. ш. 80°05′06″ з. д. |
| Сан-Феликс                 | 2    | 193 | 26°17′30″ ю. ш. 80°05′42″ з. д. |
| Пик Катедраль              | 0.01 | 53  | 26°16′25″ ю. ш. 80°07′15″ з. д. |
| Десвентурадас              | 5.36 | 479 |                                 |